# آيت ايكو أوعلي (آيت امعي 1)
آيت ايكو أوعلي هو دُوَّار يقع بجماعة أكلموس، إقليم خنيفرة، جهة بني ملال خنيفرة في المملكة المغربية. ينتمي الدوّار لمشيخة آيت امعي 1 التي تضم 3 دواوير. يقدر عدد سكانه بـ 1046 نسمة حسب الإحصاء الرسمي للسكان والسكنى لسنة 2004.

## وصلات خارجية
- البوابة الوطنية للجماعات الترابية
- المندوبية السامية للتخطيط